# Invertigo (Kings Island)
Invertigo (eerder Face/Off) is een stalen shuttle-achtbaan in het Amerikaanse attractiepark Kings Island van het Invertigo-type.
De achtbaan was eerder bekend als Face/Off, gethematiseerd naar de gelijknamige film van Paramount Pictures. De naam werd echter snel aangepast tijdens de verkoop van alle Paramount Parks naar Cedar Fair Entertainment.
Invertigo is een hangende versie van de Boomerang-achtbaan van Vekoma, waarin bezoekers tegenover elkaar zitten. De bezoekers gaan het parcours twee keer af, één keer voorwaarts en één keer achterwaarts. Omdat de locatie van Invertigo nogal dicht bij de ingang is en het kleurenschema heel erg opvalt, is de attractie een van de populairste achtbanen in het park.
Huidig: 
Adventure Express ·
Backlot Stunt Coaster ·
Banshee ·
The Bat ·
Diamondback ·
Flight of Fear ·
Great Pumpkin Coaster ·
Invertigo ·
Mystic Timbers ·
Orion ·
Snoopy's Soap Box Racers ·
The Beast ·
The Racer · 
Woodstock Express ·
Woodstock’s Air Rail
Verdwenen: 
Bat ·
Bavarian Beetle ·
Demon ·
Firehawk ·
King Cobra ·
Scooby's Ghoster Coaster ·
Son of Beast ·
Vortex